# Klaskawa
Klaskawa – wieś borowiacka w Polsce, położona w województwie pomorskim, w powiecie chojnickim, w gminie Czersk. Wraz ze wsią Struga tworzy sołectwo Klaskawa. 
W latach 1975–1998 miejscowość administracyjnie należała do województwa bydgoskiego.